# NHL 2012/2013
NHL 2012/2013 byla 95. sezónou severoamerické ligy NHL. Sezóna měla původně začít 11. října 2012, ale kvůli chybějící kolektivní smlouvě byl začátek ročníku odložen a začala tak třetí výluka (lockout) v historii NHL. Vítězem základní části se stal tým Chicago Blackhawks.
Na začátku ledna 2013 byla kolektivní smlouva uzavřena, a tak mohla být 19. ledna zahájena zkrácená sezóna. Základní část byla zkrácena na 48 kol omezených na konferenci a skončila 28. dubna. Play off o Stanleyův pohár začalo 30. dubna a skončilo 25. června 2013. Vítězem se stal tým Chicago Blackhawks, který slavný pohár získal už po páté. Produktivitu playoff ovlád český centr David Krejčí z Bostonu. Brankářské statistice zase opanoval Fin Tuukka Rask z Bostonu.

## Češi a Slováci v NHL
| Tým                   | Hráči z Česka                                                  | Hráči ze Slovenska           |
| Anaheim Ducks         | Radek Dvořák                                                   |                              |
| Boston Bruins         | David Krejčí, Jaromír Jágr                                     | Zdeno Chára                  |
| Buffalo Sabres        |                                                                | Andrej Sekera                |
| Calgary Flames        | Jiří Hudler, Roman Červenka, Roman Horák                       |                              |
| Carolina Hurricanes   | Jiří Tlustý, Michal Jordán                                     |                              |
| Chicago Blackhawks    | Michael Frolík, Michal Rozsíval                                | Marián Hossa, Michal Handzuš |
| Colorado Avalanche    | Milan Hejduk, Jan Hejda, Tomáš Vincour                         |                              |
| Columbus Blue Jackets | Václav Prospal                                                 | Marián Gáborík               |
| Dallas Stars          |                                                                |                              |
| Detroit Red Wings     | Jakub Kindl, Petr Mrázek                                       | Tomáš Tatar                  |
| Edmonton Oilers       | Aleš Hemský, Ladislav Šmíd                                     |                              |
| Florida Panthers      | Tomáš Fleischmann, Filip Kuba                                  | Tomáš Kopecký                |
| Los Angeles Kings     |                                                                |                              |
| Minnesota Wild        |                                                                |                              |
| Montreal Canadiens    | Tomáš Plekanec, Tomáš Kaberle                                  | Peter Budaj                  |
| Nashville Predators   |                                                                |                              |
| New Jersey Devils     | Patrik Eliáš, Marek Židlický                                   |                              |
| New York Islanders    | Radek Martínek                                                 | Ľubomír Višňovský            |
| New York Rangers      | Roman Hamrlík                                                  |                              |
| Ottawa Senators       | Milan Michálek                                                 |                              |
| Philadelphia Flyers   | Jakub Voráček                                                  | Andrej Meszároš              |
| Phoenix Coyotes       | Radim Vrbata, Martin Hanzal, Zbyněk Michálek, Rostislav Klesla |                              |
| Pittsburgh Penguins   | Tomáš Vokoun                                                   |                              |
| San Jose Sharks       | Martin Havlát                                                  |                              |
| St. Louis Blues       | Vladimír Sobotka, Roman Polák                                  | Jaroslav Halák               |
| Tampa Bay Lightning   | Ondřej Palát, Radko Gudas, Andrej Šustr                        | Richard Pánik                |
| Toronto Maple Leafs   |                                                                |                              |
| Vancouver Canucks     |                                                                |                              |
| Washington Capitals   | Michal Neuvirth, Martin Erat, Tomáš Kundrátek                  |                              |
| Winnipeg Jets         | Ondřej Pavelec                                                 |                              |

## Základní část
| Vysvětlivky                                                                 |
| --------------------------------------------------------------------------- |
| Celkový vítěz základní části (zisk Presidents' Trophy) a postup do play off |
| Tým skončil na prvním místě v konferenci a postoupil do play off            |
| Tým skončil na prvním místě v divizi a postoupil do play off                |
| Postupující do play off                                                     |
| Vyřazené týmy                                                               |

| Východní konference   |                           |    |    |    |    |     |     |    |
| Atlantická divize     |                           |    |    |    |    |     |     |    |
| Poz.                  | Tým                       | Z  | V  | P  | PP | VG  | IG  | B  |
| 1.                    | Pittsburgh Penguins (1.)  | 48 | 36 | 12 | 0  | 165 | 119 | 72 |
| 2.                    | New York Rangers (6.)     | 48 | 26 | 18 | 4  | 130 | 112 | 56 |
| 3.                    | New York Islanders (8.)   | 48 | 24 | 17 | 7  | 139 | 139 | 55 |
| 4.                    | Philadelphia Flyers (10.) | 48 | 23 | 22 | 3  | 133 | 141 | 49 |
| 5.                    | New Jersey Devils (11.)   | 48 | 19 | 19 | 10 | 112 | 129 | 48 |
| Severovýchodní divize |                           |    |    |    |    |     |     |    |
| Poz.                  | Tým                       | Z  | V  | P  | PP | VG  | IG  | B  |
| 1.                    | Montreal Canadiens (2.)   | 48 | 29 | 14 | 5  | 149 | 126 | 63 |
| 2.                    | Boston Bruins (4.)        | 48 | 28 | 14 | 6  | 131 | 109 | 62 |
| 3.                    | Toronto Maple Leafs (5.)  | 48 | 26 | 17 | 5  | 145 | 133 | 57 |
| 4.                    | Ottawa Senators (7.)      | 48 | 25 | 17 | 6  | 116 | 104 | 56 |
| 5.                    | Buffalo Sabres (12.)      | 48 | 21 | 21 | 6  | 125 | 143 | 48 |
| Jihovýchodní divize   |                           |    |    |    |    |     |     |    |
| Poz.                  | Tým                       | Z  | V  | P  | PP | VG  | IG  | B  |
| 1.                    | Washington Capitals (3.)  | 48 | 27 | 18 | 3  | 149 | 130 | 57 |
| 2.                    | Winnipeg Jets (9.)        | 48 | 24 | 21 | 3  | 128 | 144 | 51 |
| 3.                    | Carolina Hurricanes (13.) | 48 | 19 | 25 | 4  | 128 | 160 | 42 |
| 4.                    | Tampa Bay Lightning (14.) | 48 | 18 | 26 | 4  | 148 | 150 | 40 |
| 5.                    | Florida Panthers (15.)    | 48 | 15 | 27 | 6  | 112 | 171 | 36 |

| Západní konference   | Západní konference         | Západní konference | Západní konference | Západní konference | Západní konference | Západní konference | Západní konference | Západní konference |
| -------------------- | -------------------------- | ------------------ | ------------------ | ------------------ | ------------------ | ------------------ | ------------------ | ------------------ |
| Centrální divize     |                            |                    |                    |                    |                    |                    |                    |                    |
| Poz.                 | Tým                        | Z                  | V                  | P                  | PP                 | VG                 | IG                 | B                  |
| 1.                   | Chicago Blackhawks (1.)    | 48                 | 36                 | 7                  | 5                  | 155                | 102                | 77                 |
| 2.                   | St. Louis Blues (4.)       | 48                 | 29                 | 17                 | 2                  | 129                | 115                | 60                 |
| 3.                   | Detroit Red Wings (7.)     | 48                 | 24                 | 16                 | 8                  | 124                | 115                | 56                 |
| 4.                   | Columbus Blue Jackets (9.) | 48                 | 24                 | 17                 | 7                  | 120                | 119                | 55                 |
| 5.                   | Nashville Predators (14.)  | 48                 | 16                 | 23                 | 9                  | 111                | 139                | 41                 |
| Severozápadní divize |                            |                    |                    |                    |                    |                    |                    |                    |
| Poz.                 | Tým                        | Z                  | V                  | P                  | PP                 | VG                 | IG                 | B                  |
| 1.                   | Vancouver Canucks (3.)     | 48                 | 26                 | 15                 | 7                  | 127                | 121                | 59                 |
| 2.                   | Minnesota Wild (8.)        | 48                 | 26                 | 19                 | 3                  | 122                | 127                | 55                 |
| 3.                   | Edmonton Oilers (12.)      | 48                 | 19                 | 22                 | 7                  | 125                | 134                | 45                 |
| 4.                   | Calgary Flames (13.)       | 48                 | 19                 | 25                 | 4                  | 128                | 160                | 42                 |
| 5.                   | Colorado Avalanche (15.)   | 48                 | 16                 | 25                 | 7                  | 116                | 152                | 39                 |
| Pacifická divize     |                            |                    |                    |                    |                    |                    |                    |                    |
| Poz.                 | Tým                        | Z                  | V                  | P                  | PP                 | VG                 | IG                 | B                  |
| 1.                   | Anaheim Ducks (2.)         | 48                 | 30                 | 12                 | 6                  | 140                | 118                | 66                 |
| 2.                   | Los Angeles Kings (5.)     | 48                 | 27                 | 16                 | 5                  | 133                | 118                | 59                 |
| 3.                   | San Jose Sharks (6.)       | 48                 | 25                 | 16                 | 7                  | 124                | 116                | 57                 |
| 4.                   | Phoenix Coyotes (10.)      | 48                 | 21                 | 18                 | 9                  | 125                | 131                | 51                 |
| 5.                   | Dallas Stars (11.)         | 48                 | 22                 | 22                 | 4                  | 130                | 142                | 48                 |

Legenda: V závorkách za týmy je uvedeno pořadí v konferenci (první tři místa v konferenci automaticky zaujímají vítězové divizí), Z - počet utkání, V - vítězství (v základní hrací době, v prodloužení nebo na sam. nájezdy) = 2 body, P - porážky v základní hrací době = 0 bodů, PP - porážky v prodloužení nebo na samostatné nájezdy = 1 bod, VG - vstřelené góly, IG - inkasované góly, B - body

## Produktivita základní části

### Kanadské bodování
| Hráč             | Tým                 | Z  | G  | A  | B  | +/– | TM | POZ |
| ---------------- | ------------------- | -- | -- | -- | -- | --- | -- | --- |
| Martin St. Louis | Tampa Bay Lightning | 48 | 17 | 43 | 60 | 0   | 14 | PK  |
| Steven Stamkos   | Tampa Bay Lightning | 48 | 29 | 28 | 57 | –4  | 32 | C   |
| Alexandr Ovečkin | Washington Capitals | 48 | 32 | 24 | 56 | +2  | 36 | LK  |
| Sidney Crosby    | Pittsburgh Penguins | 36 | 15 | 41 | 56 | +26 | 16 | C   |
| Patrick Kane     | Chicago Blackhawks  | 47 | 23 | 32 | 55 | +11 | 8  | PK  |
| Eric Staal       | Carolina Hurricanes | 48 | 18 | 35 | 53 | +5  | 54 | C   |
| Chris Kunitz     | Pittsburgh Penguins | 48 | 22 | 30 | 52 | +30 | 39 | LK  |
| Phil Kessel      | Toronto Maple Leafs | 48 | 20 | 32 | 52 | –3  | 18 | PK  |
| Taylor Hall      | Edmonton Oilers     | 45 | 16 | 34 | 50 | +5  | 33 | LK  |
| Ryan Getzlaf     | Anaheim Ducks       | 44 | 15 | 34 | 49 | +14 | 41 | C   |

Z = Odehrané zápasy; G = Vstřelené góly; A = Asistence; B = Body; TM = Trestné minuty; POZ = Pozice

### Nejlepší brankáři (procentuálně)
| Hráč              | Tým                   | Z  | Č (min) | OG | ČK | PÚ     | POG  |
| ----------------- | --------------------- | -- | ------- | -- | -- | ------ | ---- |
| Craig Anderson    | Ottawa Senators       | 24 | 1421    | 40 | 3  | 94.09% | 1,62 |
| Sergej Bobrovskij | Columbus Blue Jackets | 38 | 2219    | 74 | 4  | 93.17% | 2,00 |
| Tuukka Rask       | Boston Bruins         | 36 | 2104    | 70 | 5  | 92.86% | 2,00 |
| Cory Schneider    | Vancouver Canucks     | 30 | 1733    | 61 | 5  | 92.69% | 2,11 |
| Henrik Lundqvist  | New York Rangers      | 43 | 2575    | 88 | 2  | 92.61% | 2,05 |
| Corey Crawford    | Chicago Blackhawks    | 30 | 1761    | 57 | 3  | 92.59% | 1,94 |
| Antti Niemi       | San Jose Sharks       | 43 | 2581    | 93 | 4  | 92.38% | 2,16 |
| James Reimer      | Toronto Maple Leafs   | 33 | 1856    | 76 | 4  | 92.36% | 2,46 |
| Jimmy Howard      | Detroit Red Wings     | 42 | 2446    | 87 | 5  | 92.29% | 2,13 |
| Ray Emery         | Chicago Blackhawks    | 21 | 1116    | 36 | 3  | 92.17% | 1,94 |

Z = Odehrané zápasy; Č = Čas na ledě; OG = Obdržené goly; ČK = Čistá konta; PÚ = Procentuální úspěšnost; POG = Průměr obdržených gólů na zápas

## Play off
|  | Čtvrtfinále konference | Čtvrtfinále konference | Čtvrtfinále konference |   |                     | Semifinále konference | Semifinále konference | Semifinále konference |  |   | Finále konference   | Finále konference | Finále konference |  |    | Finále Stanley Cupu | Finále Stanley Cupu | Finále Stanley Cupu |
|  |                        |                        |                        |   |                     |                       |                       |                       |  |   |                     |                   |                   |  |    |                     |                     |                     |
|  | 1                      | Pittsburgh Penguins    | 4                      |   |                     |                       |                       |                       |  |   |                     |                   |                   |  |    |                     |                     |                     |
|  | 8                      | New York Islanders     | 2                      |   |                     |                       |                       |                       |  |   |                     |                   |                   |  |    |                     |                     |                     |
|  | 8                      | New York Islanders     | 2                      |   | 1                   | Pittsburgh Penguins   | 4                     |                       |  |   |                     |                   |                   |  |    |                     |                     |                     |
|  |                        |                        |                        |   | 1                   | Pittsburgh Penguins   | 4                     |                       |  |   |                     |                   |                   |  |    |                     |                     |                     |
|  |                        | 7                      | Ottawa Senators        | 1 |                     |                       |                       |                       |  |   |                     |                   |                   |  |    |                     |                     |                     |
|  | 2                      | 7                      | Ottawa Senators        | 1 | Montreal Canadiens  | 1                     |                       |                       |  |   |                     |                   |                   |  |    |                     |                     |                     |
|  | 2                      |                        |                        |   | Montreal Canadiens  | 1                     |                       |                       |  |   |                     |                   |                   |  |    |                     |                     |                     |
|  | 7                      | Ottawa Senators        | 4                      |   |                     |                       |                       |                       |  |   |                     |                   |                   |  |    |                     |                     |                     |
|  | 7                      | Ottawa Senators        | 4                      |   |                     |                       |                       |                       |  | 1 | Pittsburgh Penguins | 0                 |                   |  |    |                     |                     |                     |
|  | Východní konference    |                        |                        |   |                     |                       |                       |                       |  | 1 | Pittsburgh Penguins | 0                 |                   |  |    |                     |                     |                     |
|  |                        | 4                      | Boston Bruins          | 4 |                     |                       |                       |                       |  |   |                     |                   |                   |  |    |                     |                     |                     |
|  | 3                      | 4                      | Boston Bruins          | 4 | Washington Capitals | 3                     |                       |                       |  |   |                     |                   |                   |  |    |                     |                     |                     |
|  | 3                      |                        |                        |   | Washington Capitals | 3                     |                       |                       |  |   |                     |                   |                   |  |    |                     |                     |                     |
|  | 6                      | New York Rangers       | 4                      |   |                     |                       |                       |                       |  |   |                     |                   |                   |  |    |                     |                     |                     |
|  | 6                      | New York Rangers       | 4                      |   | 4                   | Boston Bruins         | 4                     |                       |  |   |                     |                   |                   |  |    |                     |                     |                     |
|  |                        |                        |                        |   | 4                   | Boston Bruins         | 4                     |                       |  |   |                     |                   |                   |  |    |                     |                     |                     |
|  |                        | 6                      | New York Rangers       | 1 |                     |                       |                       |                       |  |   |                     |                   |                   |  |    |                     |                     |                     |
|  | 4                      | 6                      | New York Rangers       | 1 | Boston Bruins       | 4                     |                       |                       |  |   |                     |                   |                   |  |    |                     |                     |                     |
|  | 4                      |                        |                        |   | Boston Bruins       | 4                     |                       |                       |  |   |                     |                   |                   |  |    |                     |                     |                     |
|  | 5                      | Toronto Maple Leafs    | 3                      |   |                     |                       |                       |                       |  |   |                     |                   |                   |  |    |                     |                     |                     |
|  | 5                      | Toronto Maple Leafs    | 3                      |   |                     |                       |                       |                       |  |   |                     |                   |                   |  | V4 | Boston Bruins       | 2                   |                     |
|  |                        |                        |                        |   |                     |                       |                       |                       |  |   |                     |                   |                   |  | V4 | Boston Bruins       | 2                   |                     |
|  |                        | Z1                     | Chicago Blackhawks     | 4 |                     |                       |                       |                       |  |   |                     |                   |                   |  |    |                     |                     |                     |
|  | 1                      | Z1                     | Chicago Blackhawks     | 4 | Chicago Blackhawks  | 4                     |                       |                       |  |   |                     |                   |                   |  |    |                     |                     |                     |
|  | 1                      |                        |                        |   | Chicago Blackhawks  | 4                     |                       |                       |  |   |                     |                   |                   |  |    |                     |                     |                     |
|  | 8                      | Minnesota Wild         | 1                      |   |                     |                       |                       |                       |  |   |                     |                   |                   |  |    |                     |                     |                     |
|  | 8                      | Minnesota Wild         | 1                      |   | 1                   | Chicago Blackhawks    | 4                     |                       |  |   |                     |                   |                   |  |    |                     |                     |                     |
|  |                        |                        |                        |   | 1                   | Chicago Blackhawks    | 4                     |                       |  |   |                     |                   |                   |  |    |                     |                     |                     |
|  |                        | 7                      | Detroit Red Wings      | 3 |                     |                       |                       |                       |  |   |                     |                   |                   |  |    |                     |                     |                     |
|  | 2                      | 7                      | Detroit Red Wings      | 3 | Anaheim Ducks       | 3                     |                       |                       |  |   |                     |                   |                   |  |    |                     |                     |                     |
|  | 2                      |                        |                        |   | Anaheim Ducks       | 3                     |                       |                       |  |   |                     |                   |                   |  |    |                     |                     |                     |
|  | 7                      | Detroit Red Wings      | 4                      |   |                     |                       |                       |                       |  |   |                     |                   |                   |  |    |                     |                     |                     |
|  | 7                      | Detroit Red Wings      | 4                      |   |                     |                       |                       |                       |  | 1 | Chicago Blackhawks  | 4                 |                   |  |    |                     |                     |                     |
|  | Západní konference     |                        |                        |   |                     |                       |                       |                       |  | 1 | Chicago Blackhawks  | 4                 |                   |  |    |                     |                     |                     |
|  |                        | 5                      | Los Angeles Kings      | 1 |                     |                       |                       |                       |  |   |                     |                   |                   |  |    |                     |                     |                     |
|  | 3                      | 5                      | Los Angeles Kings      | 1 | Vancouver Canucks   | 0                     |                       |                       |  |   |                     |                   |                   |  |    |                     |                     |                     |
|  | 3                      |                        |                        |   | Vancouver Canucks   | 0                     |                       |                       |  |   |                     |                   |                   |  |    |                     |                     |                     |
|  | 6                      | San Jose Sharks        | 4                      |   |                     |                       |                       |                       |  |   |                     |                   |                   |  |    |                     |                     |                     |
|  | 6                      | San Jose Sharks        | 4                      |   | 5                   | Los Angeles Kings     | 4                     |                       |  |   |                     |                   |                   |  |    |                     |                     |                     |
|  |                        |                        |                        |   | 5                   | Los Angeles Kings     | 4                     |                       |  |   |                     |                   |                   |  |    |                     |                     |                     |
|  |                        | 6                      | San Jose Sharks        | 3 |                     |                       |                       |                       |  |   |                     |                   |                   |  |    |                     |                     |                     |
|  | 4                      | 6                      | San Jose Sharks        | 3 | St. Louis Blues     | 2                     |                       |                       |  |   |                     |                   |                   |  |    |                     |                     |                     |
|  | 4                      |                        |                        |   | St. Louis Blues     | 2                     |                       |                       |  |   |                     |                   |                   |  |    |                     |                     |                     |
|  | 5                      | Los Angeles Kings      | 4                      |   |                     |                       |                       |                       |  |   |                     |                   |                   |  |    |                     |                     |                     |

### Východní konference

#### Čtvrtfinále

##### Pittsburgh Penguins(1.) -New York Islanders(8.)
| 1. května 2013 19:30 (UTC-4) | Pittsburgh Penguins | 5:0 (2:0, 3:0, 0:0) | New York Islanders | Consol Energy Center, Pittsburgh Návštěvnost: 18612 |  |

| Report                                                                                               |                   |          |                               |  |
| Marc-André Fleury                                                                                    | Marc-André Fleury | Brankáři | Jevgenij Nabokov Kevin Poulin |  |
| Beau Bennett 03:30' Pascal Dupuis 13:23' Kris Letang 21:19' Pascal Dupuis 21:51' Tanner Glass 33:07' |                   |          |                               |  |
| 26                                                                                                   | 26                | Střely   | 26                            |  |

| 3. května 2013 19:00 (UTC-4) | Pittsburgh Penguins | 3:4 (3:1, 0:2, 0:1) | New York Islanders | Consol Energy Center, Pittsburgh Návštěvnost: 18624 |  |

| Report                                                           |                                                                  |          |                                                                                 |  |
| Marc-André Fleury                                                | Marc-André Fleury                                                | Brankáři | Jevgenij Nabokov                                                                |  |
| Jevgenij Malkin 00:43' Sidney Crosby 03:19' Sidney Crosby 07:22' | Jevgenij Malkin 00:43' Sidney Crosby 03:19' Sidney Crosby 07:22' |          | Matt Moulson 07:04' Colin McDonald 25:12' Matt Martin 30:37' Kyle Okposo 52:23' |  |
| 33                                                               | 33                                                               | Střely   | 42                                                                              |  |

| 5. května 2013 12:00 (UTC-4) | New York Islanders | 4:5pp (2:3, 0:1, 2:0, 0:1) | Pittsburgh Penguins | Nassau Veterans Memorial Coliseum, New York Návštěvnost: 16170 |  |

| Report                                                                          |                                                                                 |          | |  |
| Jevgenij Nabokov                                                                | Jevgenij Nabokov                                                                | Brankáři | Marc-André Fleury                                                                                       |  |
| Matt Moulson 01:43' Casey Cizikas 05:41' Kyle Okposo 45:31' John Tavares 50:48' | Matt Moulson 01:43' Casey Cizikas 05:41' Kyle Okposo 45:31' John Tavares 50:48' |          | Jarome Iginla 13:18' Chris Kunitz 13:37' Pascal Dupuis 19:00' Douglas Murray 37:10' Chris Kunitz 68:44' |  |
| 36                                                                              | 36                                                                              | Střely   | 25 |  |

| 7. května 2013 19:00 (UTC-4) | New York Islanders | 6:4 (1:1, 2:2, 3:1) | Pittsburgh Penguins | Nassau Veterans Memorial Coliseum, New York Návštěvnost: 16170 |  |

| Report | |          |                                                                                     |  |
| Jevgenij Nabokov | Jevgenij Nabokov | Brankáři | Marc-André Fleury                                                                   |  |
| Brian Strait 14:05' Mark Streit 26:19' Kyle Okposo 38:36' Mark Streit 44:30' John Tavares 50:11' Casey Cizikas 58:44' | Brian Strait 14:05' Mark Streit 26:19' Kyle Okposo 38:36' Mark Streit 44:30' John Tavares 50:11' Casey Cizikas 58:44' |          | James Neal 14:50' Jevgenij Malkin 27:17' Brandon Sutter 31:03' Pascal Dupuis 40:41' |  |
| 24 | 24 | Střely   | 31                                                                                  |  |

| 9. května 2013 19:00 (UTC-4) | Pittsburgh Penguins | 4:0 (0:0, 3:0, 1:0) | New York Islanders | Consol Energy Center, Pittsburgh Návštěvnost: 18636 |  |

| Report                                                                             |              |          |                               |  |
| Tomáš Vokoun                                                                       | Tomáš Vokoun | Brankáři | Jevgenij Nabokov Kevin Poulin |  |
| Tyler Kennedy 27:25' Douglas Murray 28:47' Sidney Crosby 34:00' Kris Letang 45:43' |              |          |                               |  |
| 31                                                                                 | 31           | Střely   | 31                            |  |

| 11. května 2013 19:00 (UTC-4) | New York Islanders | 3:4pp (2:1, 0:1, 1:1, 0:1) | Pittsburgh Penguins | Nassau Veterans Memorial Coliseum, New York Návštěvnost: 16170 |  |

| Report                                                           |                                                                  |          |                                                                                  |  |
| Jevgenij Nabokov                                                 | Jevgenij Nabokov                                                 | Brankáři | Tomáš Vokoun                                                                     |  |
| John Tavares 05:36' Colin McDonald 19:23' Michael Grabner 42:21' | John Tavares 05:36' Colin McDonald 19:23' Michael Grabner 42:21' |          | Jarome Iginla 07:39' Pascal Dupuis 30:59' Paul Martin 54:44' Brooks Orpik 67:49' |  |
| 38                                                               | 38                                                               | Střely   | 21                                                                               |  |

Do semifinále konference postoupil tým Pittsburgh Penguins, když zvítězil 4:2 na zápasy.

##### Montreal Canadiens(2.) -Ottawa Senators(7.)
| 2. května 2013 19:00 (UTC-4) | Montreal Canadiens | 2:4 (0:1, 2:0, 0:3) | Ottawa Senators | Bell Centre, Montreal Návštěvnost: 21273 |  |

| Report                                       |                                              |          |                                                                                               |  |
| Carey Price                                  | Carey Price                                  | Brankáři | Craig Anderson                                                                                |  |
| Rene Bourque 33:09' Brendan Gallagher 34:08' | Rene Bourque 33:09' Brendan Gallagher 34:08' |          | Erik Karlsson 17:25' Jakob Silfverberg 43:27' Marc Methot 45:20' Guillaume Latendresse 53:55' |  |
| 50                                           | 50                                           | Střely   | 31                                                                                            |  |

| 3. května 2013 19:00 (UTC-4) | Montreal Canadiens | 3:1 (0:0, 3:1, 0:0) | Ottawa Senators | Bell Centre, Montreal Návštěvnost: 21273 |  |

| Report                                                          |                                                                 |          |                       |  |
| Carey Price                                                     | Carey Price                                                     | Brankáři | Craig Anderson        |  |
| Ryan White 23:20' Brendan Gallagher 24:13' Michael Ryder 38:57' | Ryan White 23:20' Brendan Gallagher 24:13' Michael Ryder 38:57' |          | Milan Michálek 28:16' |  |
| 34                                                              | 34                                                              | Střely   | 30                    |  |

| 5. května 2013 19:00 (UTC-4) | Ottawa Senators | 6:1 (1:1, 1:0, 4:0) | Montreal Canadiens | Scotiabank Place, Ottawa Návštěvnost: 20249 |  |

| Report | |          |                     |  |
| Craig Anderson | Craig Anderson | Brankáři | Carey Price         |  |
| Daniel Alfredsson 05:58' Jean-Gabriel Pageau 24:40' Jean-Gabriel Pageau 41:18' Kyle Turris 47:00' Jakob Silfverberg 47:08' Jean-Gabriel Pageau 58:02' | Daniel Alfredsson 05:58' Jean-Gabriel Pageau 24:40' Jean-Gabriel Pageau 41:18' Kyle Turris 47:00' Jakob Silfverberg 47:08' Jean-Gabriel Pageau 58:02' |          | Rene Bourque 14:34' |  |
| 30 | 30 | Střely   | 34                  |  |

| 7. května 2013 19:00 (UTC-4) | Ottawa Senators | 3:2pp (0:0, 0:2, 2:0, 1:0) | Montreal Canadiens | Scotiabank Place, Ottawa Návštěvnost: 20500 |  |

| Report                                                        |                                                               |          |                                           |  |
| Craig Anderson                                                | Craig Anderson                                                | Brankáři | Carey Price Peter Budaj                   |  |
| Mika Zibanejad 51:55' Cory Conacher 59:37' Kyle Turris 62:32' | Mika Zibanejad 51:55' Cory Conacher 59:37' Kyle Turris 62:32' |          | P.K. Subban 22:52' Alex Galchenyuk 23:54' |  |
| 34                                                            | 34                                                            | Střely   | 28                                        |  |

| 9. května 2013 19:00 (UTC-4) | Montreal Canadiens | 1:6 (1:2, 0:1, 0:3) | Ottawa Senators | Bell Centre, Montreal Návštěvnost: 21273 |  |

| Report             |                    |          | |  |
| Peter Budaj        | Peter Budaj        | Brankáři | Craig Anderson |  |
| P.K. Subban 19:45' | P.K. Subban 19:45' |          | Zack Smith 02:17' Cory Conacher 12:26' Kyle Turris 31:29' Daniel Alfredsson 46:22' JCory Conacher 52:27' Erik Condra 56:12' |  |
| 34                 | 34                 | Střely   | 29 |  |

Do semifinále konference postoupil tým Ottawa Senators, když zvítězil 1:4 na zápasy.

##### Washington Capitals(3.) -New York Rangers(6.)
| 2. května 2013 19:30 (UTC-4) | Washington Capitals | 3:1 (0:1, 3:0, 0:0) | New York Rangers | Verizon Center, Washington, D.C. Návštěvnost: 18506 |  |

| Report                                                               |                                                                      |          |                     |  |
| Braden Holtby                                                        | Braden Holtby                                                        | Brankáři | Henrik Lundqvist    |  |
| Alexandr Ovečkin 26:59' Marcus Johansson 34:21' Jason Chimera 35:07' | Alexandr Ovečkin 26:59' Marcus Johansson 34:21' Jason Chimera 35:07' |          | Carl Hagelin 16:44' |  |
| 30                                                                   | 30                                                                   | Střely   | 36                  |  |

| 4. května 2013 12:30 (UTC-4) | Washington Capitals | 1:0pp (0:0, 0:0, 0:0, 1:0) | New York Rangers | Verizon Center, Washington, D.C. Návštěvnost: 18506 |  |

| Report            |               |          |                  |  |
| Braden Holtby     | Braden Holtby | Brankáři | Henrik Lundqvist |  |
| Mike Green 68:00' |               |          |                  |  |
| 38                | 38            | Střely   | 24               |  |

| 6. května 2013 19:30 (UTC-4) | New York Rangers | 4:3 (1:1, 1:1, 2:1) | Washington Capitals | Madison Square Garden, New York Návštěvnost: 17200 |  |

| Report                                                                           |                                                                                  |          |                                                              |  |
| Henrik Lundqvist                                                                 | Henrik Lundqvist                                                                 | Brankáři | Braden Holtby                                                |  |
| Brian Boyle 12:50' Derick Brassard 21:23' Arron Asham 42:53' Derek Stepan 53:35' | Brian Boyle 12:50' Derick Brassard 21:23' Arron Asham 42:53' Derek Stepan 53:35' |          | Nicklas Bäckström 04:06' Mike Green 37:19' Jay Beagle 47:19' |  |
| 30                                                                               | 30                                                                               | Střely   | 31                                                           |  |

| 8. května 2013 19:30 (UTC-4) | New York Rangers | 4:3 (1:0, 1:2, 2:1) | Washington Capitals | Madison Square Garden, New York Návštěvnost: 17200 |  |

| Report                                                                          |                                                                                 |          |                                                                       |  |
| Henrik Lundqvist                                                                | Henrik Lundqvist                                                                | Brankáři | Braden Holtby                                                         |  |
| Brad Richards 16:25' Carl Hagelin 30:13' Dan Girardi 40:59' Derek Stepan 46:02' | Brad Richards 16:25' Carl Hagelin 30:13' Dan Girardi 40:59' Derek Stepan 46:02' |          | Mathieu Perreault 33:08' Troy Brouwer 39:42' Mathieu Perreault 47:31' |  |
| 34                                                                              | 34                                                                              | Střely   | 30                                                                    |  |

| 10. května 2013 19:30 (UTC-4) | Washington Capitals | 2:1pp (0:1, 1:0, 0:0, 1:0) | New York Rangers | Verizon Center, Washington, D.C. Návštěvnost: 18506 |  |

| Report                               |                                      |          |                    |  |
| Braden Holtby                        | Braden Holtby                        | Brankáři | Henrik Lundqvist   |  |
| Joel Ward 27:44' Mike Ribeiro 69:24' | Joel Ward 27:44' Mike Ribeiro 69:24' |          | Brian Boyle 00:53' |  |
| 35                                   | 35                                   | Střely   | 25                 |  |

| 12. května 2013 16:30 (UTC-4) | New York Rangers | 1:0 (0:0, 1:0, 0:0) | Washington Capitals | Madison Square Garden, New York Návštěvnost: 17200 |  |

| Report                 |                  |          |               |  |
| Henrik Lundqvist       | Henrik Lundqvist | Brankáři | Braden Holtby |  |
| Derick Brassard 29:39' |                  |          |               |  |
| 29                     | 29               | Střely   | 27            |  |

| 13. května 2013 20:00 (UTC-4) | Washington Capitals | 0:5 (0:1, 0:2, 0:2) | New York Rangers | Verizon Center, Washington, D.C. Návštěvnost: 18506 |  |

| Report        |               |          | |  |
| Braden Holtby | Braden Holtby | Brankáři | Henrik Lundqvist                                                                                                  |  |
|               |               |          | Arron Asham 13:19' Taylor Pyatt 23:24' Michael Del Zotto 25:34' Ryan Callahan 40:13' Mats Zuccarello Aasen 46:39' |  |
| 35            | 35            | Střely   | 27 |  |

Do semifinále konference postoupil tým New York Rangers, když zvítězil 3:4 na zápasy.

##### Boston Bruins(4.) -Toronto Maple Leafs(5.)
| 1. května 2013 19:00 (UTC-4) | Boston Bruins | 4:1 (2:1, 2:0, 0:0) | Toronto Maple Leafs | TD Garden, Boston Návštěvnost: 17565 |  |

| Report                                                                            |                                                                                   |          |                           |  |
| Tuukka Rask                                                                       | Tuukka Rask                                                                       | Brankáři | James Reimer              |  |
| Wade Redden 16:20' Nathan Horton 19:48' David Krejčí 30:25' Johnny Boychuk 35:44' | Wade Redden 16:20' Nathan Horton 19:48' David Krejčí 30:25' Johnny Boychuk 35:44' |          | James van Riemsdyk 01:54' |  |
| 40                                                                                | 40                                                                                | Střely   | 20                        |  |

| 4. května 2013 19:00 (UTC-4) | Boston Bruins | 2:4 (0:0, 1:2, 1:2) | Toronto Maple Leafs | TD Garden, Boston Návštěvnost: 17565 |  |

| Report                                     |                                            |          |                                                                                        |  |
| Tuukka Rask                                | Tuukka Rask                                | Brankáři | James Reimer                                                                           |  |
| Nathan Horton 21:56' Johnny Boychuk 50:35' | Nathan Horton 21:56' Johnny Boychuk 50:35' |          | Joffrey Lupul 25:18' Joffrey Lupul 31:56' Phil Kessel 40:53' James van Riemsdyk 56:53' |  |
| 41                                         | 41                                         | Střely   | 32                                                                                     |  |

| 6. května 2013 19:00 (UTC-4) | Toronto Maple Leafs | 2:5 (0:1, 1:3, 1:1) | Boston Bruins | Air Canada Centre, Toronto Návštěvnost: 19746 |  |

| Report                                  |                                         |          | |  |
| James Reimer                            | James Reimer                            | Brankáři | Tuukka Rask                                                                                            |  |
| Jake Gardiner 33:45' Phil Kessel 40:47' | Jake Gardiner 33:45' Phil Kessel 40:47' |          | Adam McQuaid 13:42' Rich Peverley 25:57' Nathan Horton 34:35' Daniel Paille 36:37' David Krejčí 58:43' |  |
| 47                                      | 47                                      | Střely   | 38 |  |

| 8. května 2013 19:00 (UTC-4) | Toronto Maple Leafs | 3:4pp (2:0, 1:3, 0:0, 0:1) | Boston Bruins | Air Canada Centre, Toronto Návštěvnost: 19708 |  |

| Report                                                           |                                                                  |          |                                                                                     |  |
| James Reimer                                                     | James Reimer                                                     | Brankáři | Tuukka Rask                                                                         |  |
| Joffrey Lupul 02:35' Cody Franson 18:32' Clarke MacArthur 37:23' | Joffrey Lupul 02:35' Cody Franson 18:32' Clarke MacArthur 37:23' |          | Patrice Bergeron 20:32' David Krejčí 32:59' David Krejčí 36:39' David Krejčí 73:06' |  |
| 48                                                               | 48                                                               | Střely   | 45                                                                                  |  |

| 10. května 2013 19:00 (UTC-4) | Boston Bruins | 1:2 (0:0, 0:1, 1:1) | Toronto Maple Leafs | TD Garden, Boston Návštěvnost: 17565 |  |

| Report             |                    |          |                                            |  |
| Tuukka Rask        | Tuukka Rask        | Brankáři | James Reimer                               |  |
| Zdeno Chára 51:12' | Zdeno Chára 51:12' |          | Tyler Bozak 31:27' Clarke MacArthur 41:58' |  |
| 44                 | 44                 | Střely   | 33                                         |  |

| 12. května 2013 19:30 (UTC-4) | Toronto Maple Leafs | 2:1 (0:0, 0:0, 2:1) | Boston Bruins | Air Canada Centre, Toronto Návštěvnost: 19591 |  |

| Report                                 |                                        |          |                    |  |
| James Reimer                           | James Reimer                           | Brankáři | Tuukka Rask        |  |
| Dion Phaneuf 41:48' Phil Kessel 48:59' | Dion Phaneuf 41:48' Phil Kessel 48:59' |          | Milan Lucic 59:34' |  |
| 26                                     | 26                                     | Střely   | 30                 |  |

| 13. května 2013 19:00 (UTC-4) | Boston Bruins | 5:4pp (1:1, 0:1, 3:2, 1:0) | Toronto Maple Leafs | TD Garden, Boston Návštěvnost: 17565 |  |

| Report | |          |                                                                               |  |
| Tuukka Rask | Tuukka Rask | Brankáři | James Reimer                                                                  |  |
| Matt Bartkowski 05:39' Nathan Horton 49:18' Milan Lucic 58:38' Patrice Bergeron 59:09' Patrice Bergeron 66:05' | Matt Bartkowski 05:39' Nathan Horton 49:18' Milan Lucic 58:38' Patrice Bergeron 59:09' Patrice Bergeron 66:05' |          | Cody Franson 09:35' Cody Franson 25:48' Phil Kessel 42:09' Nazem Kadri 45:29' |  |
| 35 | 35 | Střely   | 28                                                                            |  |

Do semifinále konference postoupil tým Boston Bruins, když zvítězil 4:3 na zápasy.

#### Semifinále

##### Pittsburgh Penguins(1.) -Ottawa Senators(7.)
| 14. května 2013 19:30 (UTC-4) | Pittsburgh Penguins | 4:1 (2:1, 1:0, 1:0) | Ottawa Senators | Consol Energy Center, Pittsburgh Návštěvnost: 18621 |  |

| Report                                                                             |                                                                                    |          |                       |  |
| Tomáš Vokoun                                                                       | Tomáš Vokoun                                                                       | Brankáři | Craig Anderson        |  |
| Paul Martin 02:41' Jevgenij Malkin 12:15' Chris Kunitz 38:33' Pascal Dupuis 51:24' | Paul Martin 02:41' Jevgenij Malkin 12:15' Chris Kunitz 38:33' Pascal Dupuis 51:24' |          | Colin Greening 04:51' |  |
| 30                                                                                 | 30                                                                                 | Střely   | 36                    |  |

| 17. května 2013 19:30 (UTC-4) | Pittsburgh Penguins | 4:3 (2:1, 2:1, 0:1) | Ottawa Senators | Consol Energy Center, Pittsburgh Návštěvnost: 18645 |  |

| Report                                                                               |                                                                                      |          |                                                                     |  |
| Tomáš Vokoun                                                                         | Tomáš Vokoun                                                                         | Brankáři | Craig Anderson Robin Lehner                                         |  |
| Sidney Crosby 03:16' Sidney Crosby 16:07' Sidney Crosby 21:15' Brenden Morrow 28:04' | Sidney Crosby 03:16' Sidney Crosby 16:07' Sidney Crosby 21:15' Brenden Morrow 28:04' |          | Kyle Turris 13:15' Colin Greening 21:55' Jean-Gabriel Pageau 42:01' |  |
| 42                                                                                   | 42                                                                                   | Střely   | 22                                                                  |  |

| 19. května 2013 19:30 (UTC-4) | Ottawa Senators | 2:1pp (0:0, 0:1, 1:0, 0:0, 1:0) | Pittsburgh Penguins | Scotiabank Place, Ottawa Návštěvnost: 20500 |  |

| Report                                         |                                                |          |                      |  |
| Craig Anderson                                 | Craig Anderson                                 | Brankáři | Tomáš Vokoun         |  |
| Daniel Alfredsson 59:31' Colin Greening 87:39' | Daniel Alfredsson 59:31' Colin Greening 87:39' |          | Tyler Kennedy 38:53' |  |
| 48                                             | 48                                             | Střely   | 50                   |  |

| 22. května 2013 19:30 (UTC-4) | Ottawa Senators | 3:7 (2:1, 0:2, 1:4) | Pittsburgh Penguins | Scotiabank Place, Ottawa Návštěvnost: 20500 |  |

| Report                                                            |                                                                   |          | |  |
| Craig Anderson Robin Lehner                                       | Craig Anderson Robin Lehner                                       | Brankáři | Tomáš Vokoun |  |
| Milan Michálek 02:29' Kyle Turris 16:15' Daniel Alfredsson 54:44' | Milan Michálek 02:29' Kyle Turris 16:15' Daniel Alfredsson 54:44' |          | James Neal 14:56' Chris Kunitz 21:08' Jarome Iginla 21:48' James Neal 41:59' Pascal Dupuis 48:08' Sidney Crosby 48:39' Jarome Iginla 49:53' |  |
| 33                                                                | 33                                                                | Střely   | 42 |  |

| 24. května 2013 19:30 (UTC-4) | Pittsburgh Penguins | 6:2 (1:0, 3:1, 2:1) | Ottawa Senators | Consol Energy Center, Pittsburgh Návštěvnost: 18656 |  |

| Report | |          |                                          |  |
| Tomáš Vokoun | Tomáš Vokoun | Brankáři | Craig Anderson                           |  |
| Brenden Morrow 06:25' James Neal 27:38' Kris Letang 32:48' Jevgenij Malkin 39:30' James Neal 51:07' James Neal 57:21' | Brenden Morrow 06:25' James Neal 27:38' Kris Letang 32:48' Jevgenij Malkin 39:30' James Neal 51:07' James Neal 57:21' |          | 36:18' Milan Michálek 53:32' Kyle Turris |  |
| 33 | 33 | Střely   | 31                                       |  |

Do finále konference postoupil tým Pittsburgh Penguins, když zvítězil 4:1 na zápasy.

##### Boston Bruins(4.) -New York Rangers(6.)
| 16. května 2013 19:30 (UTC-4) | Boston Bruins | 3:2pp (0:0, 1:1, 1:1, 1:0) | New York Rangers | TD Garden, Boston Návštěvnost: 17565 |  |

| Report                                                    |                                                           |          |                                          |  |
| Tuukka Rask                                               | Tuukka Rask                                               | Brankáři | Henrik Lundqvist                         |  |
| Zdeno Chára 32:23' Torey Krug 42:55' Brad Marchand 75:40' | Zdeno Chára 32:23' Torey Krug 42:55' Brad Marchand 75:40' |          | Ryan McDonagh 39:58' Derek Stepan 40:14' |  |
| 48                                                        | 48                                                        | Střely   | 35                                       |  |

| 19. května 2013 15:00 (UTC-4) | Boston Bruins | 5:2 (1:1, 2:1, 2:0) | New York Rangers | TD Garden, Boston Návštěvnost: 17565 |  |

| Report                                                                                                  | |          |                                       |  |
| Tuukka Rask                                                                                             | Tuukka Rask                                                                                             | Brankáři | Henrik Lundqvist                      |  |
| Torey Krug 05:28' Gregory Campbell 22:24' Johnny Boychuk 32:08' Brad Marchand 40:26' Milan Lucic 52:39' | Torey Krug 05:28' Gregory Campbell 22:24' Johnny Boychuk 32:08' Brad Marchand 40:26' Milan Lucic 52:39' |          | Ryan Callahan 08:01' Rick Nash 23:20' |  |
| 32 | 32 | Střely   | 37                                    |  |

| 21. května 2013 19:30 (UTC-4) | New York Rangers | 1:2 (0:0, 1:0, 0:2) | Boston Bruins | Madison Square Garden, New York Návštěvnost: 17200 |  |

| Report              |                     |          |                                            |  |
| Henrik Lundqvist    | Henrik Lundqvist    | Brankáři | Tuukka Rask                                |  |
| Taylor Pyatt 23:53' | Taylor Pyatt 23:53' |          | Johnny Boychuk 43:10' Daniel Paille 56:29' |  |
| 24                  | 24                  | Střely   | 34                                         |  |

| 23. května 2013 19:00 (UTC-4) | New York Rangers | 4:3pp (0:0, 1:2, 2:1, 1:0) | Boston Bruins | Madison Square Garden, New York Návštěvnost: 17200 |  |

| Report                                                                          |                                                                                 |          |                                                            |  |
| Henrik Lundqvist                                                                | Henrik Lundqvist                                                                | Brankáři | Tuukka Rask                                                |  |
| Carl Hagelin 28:39' Derek Stepan 41:15' Brian Boyle 50:00' Chris Kreider 67:03' | Carl Hagelin 28:39' Derek Stepan 41:15' Brian Boyle 50:00' Chris Kreider 67:03' |          | Nathan Horton 24:39' Torey Krug 27:41' Tyler Seguin 48:06' |  |
| 32                                                                              | 32                                                                              | Střely   | 40                                                         |  |

| 25. května 2013 17:30 (UTC-4) | Boston Bruins | 3:1 (0:1, 2:0, 1:0) | New York Rangers | TD Garden, Boston Návštěvnost: 17565 |  |

| Report                                                            |                                                                   |          |                    |  |
| Tuukka Rask                                                       | Tuukka Rask                                                       | Brankáři | Henrik Lundqvist   |  |
| Torey Krug 23:48' Gregory Campbell 33:41' Gregory Campbell 59:09' | Torey Krug 23:48' Gregory Campbell 33:41' Gregory Campbell 59:09' |          | Dan Girardi 10:39' |  |
| 32                                                                | 32                                                                | Střely   | 29                 |  |

Do finále konference postoupil tým Boston Bruins, když zvítězil 4:1 na zápasy.

#### Finále

##### Pittsburgh Penguins(1.) -Boston Bruins(4.)
| 1. června 2013 20:00 (UTC-4) | Pittsburgh Penguins | 0:3 (0:1, 0:0, 0:2) | Boston Bruins | Consol Energy Center, Pittsburgh Návštěvnost: 18628 |  |

| Report       |              |          |                                                              |  |
| Tomáš Vokoun | Tomáš Vokoun | Brankáři | Tuukka Rask                                                  |  |
|              |              |          | David Krejčí 08:23' David Krejčí 44:04' Nathan Horton 47:51' |  |
| 29           | 29           | Střely   | 30                                                           |  |

| 3. června 2013 20:00 (UTC-4) | Pittsburgh Penguins | 1:6 (1:4, 0:0, 0:2) | Boston Bruins | Consol Energy Center, Pittsburgh Návštěvnost: 18619 |  |

| Report                         |                                |          | |  |
| Tomáš Vokoun Marc-André Fleury | Tomáš Vokoun Marc-André Fleury | Brankáři | Tuukka Rask |  |
| Brandon Sutter 19:26'          | Brandon Sutter 19:26'          |          | Brad Marchand 00:28' Nathan Horton 14:37' David Krejčí 16:31' Brad Marchand 19:51' Patrice Bergeron 40:27' Johnny Boychuk 58:36' |  |
| 27                             | 27                             | Střely   | 29 |  |

| 5. června 2013 20:00 (UTC-4) | Boston Bruins | 2:1pp (1:0, 0:1, 0:0, 0:0, 1:0) | Pittsburgh Penguins | TD Garden, Boston Návštěvnost: 17565 |  |

| Report                                      |                                             |          |                     |  |
| Tuukka Rask                                 | Tuukka Rask                                 | Brankáři | Tomáš Vokoun        |  |
| David Krejčí 01:42' Patrice Bergeron 95:19' | David Krejčí 01:42' Patrice Bergeron 95:19' |          | Chris Kunitz 28:51' |  |
| 40                                          | 40                                          | Střely   | 54                  |  |

| 7. června 2013 20:00 (UTC-4) | Boston Bruins | 1:0 (0:0, 0:0, 1:0) | Pittsburgh Penguins | TD Garden, Boston Návštěvnost: 17565 |  |

| Report              |             |          |              |  |
| Tuukka Rask         | Tuukka Rask | Brankáři | Tomáš Vokoun |  |
| Adam McQuaid 45:01' |             |          |              |  |
| 24                  | 24          | Střely   | 26           |  |

Do finále o Stanley Cup postoupil tým Boston Bruins, když zvítězil 4:0 na zápasy.

### Západní konference

#### Čtvrtfinále

##### Chicago Blackhawks(1.) -Minnesota Wild(8.)
| 30. dubna 2013 19:00 (UTC-5) | Chicago Blackhawks | 2:1pp (0:1, 1:0, 0:0, 1:0) | Minnesota Wild | United Center, Chicago Návštěvnost: 21428 |  |

| report                                   |                                          |          |                        |  |
| Corey Crawford                           | Corey Crawford                           | Brankáři | Josh Harding           |  |
| Marián Hossa 22:06' Bryan Bickell 76:35' | Marián Hossa 22:06' Bryan Bickell 76:35' |          | Cal Clutterbuck 04:48' |  |
| 37                                       | 37                                       | Střely   | 27                     |  |

| 3. května 2013 20:30 (UTC-5) | Chicago Blackhawks | 5:2 (1:0, 1:1, 3:1) | Minnesota Wild | United Center, Chicago Návštěvnost: 22012 |  |

| Report | |          |                                               |  |
| Corey Crawford                                                                                             | Corey Crawford                                                                                             | Brankáři | Josh Harding                                  |  |
| Michael Frolík 08:34' Michael Frolík 20:49' Patrick Sharp 43:44' Patrick Sharp 54:08' Bryan Bickell 38:57' | Michael Frolík 08:34' Michael Frolík 20:49' Patrick Sharp 43:44' Patrick Sharp 54:08' Bryan Bickell 38:57' |          | Devin Setoguchi 37:57' Marco Scandella 59:49' |  |
| 48 | 48 | Střely   | 28                                            |  |

| 5. května 2013 14:00 (UTC-5) | Minnesota Wild | 3:2pp (1:1, 0:0, 1:1, 1:0) | Chicago Blackhawks | Xcel Energy Center, Minnesota Návštěvnost: 19238 |  |

| Report                                                             |                                                                    |          |                                         |  |
| Josh Harding                                                       | Josh Harding                                                       | Brankáři | Corey Crawford                          |  |
| Pierre-Marc Bouchard 18:30' Zach Parise 43:09' Jason Zucker 62:15' | Pierre-Marc Bouchard 18:30' Zach Parise 43:09' Jason Zucker 62:15' |          | Johnny Oduya 13:26' Duncan Keith 57:14' |  |
| 37                                                                 | 37                                                                 | Střely   | 27                                      |  |

| 7. května 2013 20:30 (UTC-5) | Minnesota Wild | 0:3 (0:1, 0:1, 0:1) | Chicago Blackhawks | Xcel Energy Center, Minnesota Návštěvnost: 19378 |  |

| Report       |              |          |                                                                |  |
| Josh Harding | Josh Harding | Brankáři | Corey Crawford                                                 |  |
|              |              |          | Patrick Sharp 08:48' Patrick Sharp 21:02' Bryan Bickell 52:46' |  |
| 25           | 25           | Střely   | 24                                                             |  |

| 9. května 2013 20:30 (UTC-5) | Chicago Blackhawks | 5:1 (1:0, 3:1, 1:0) | Minnesota Wild | United Center, Chicago Návštěvnost: 21597 |  |

| Report                                                                                               | |          |                            |  |
| Corey Crawford                                                                                       | Corey Crawford                                                                                       | Brankáři | Josh Harding Darcy Kuemper |  |
| Marián Hossa 15:39' Marcus Krüger 23:19' Marián Hossa 26:26' Andrew Shaw 30:46' Patrick Sharp 46:04' | Marián Hossa 15:39' Marcus Krüger 23:19' Marián Hossa 26:26' Andrew Shaw 30:46' Patrick Sharp 46:04' |          | Torrey Mitchell 18:30'     |  |
| 33                                                                                                   | 33                                                                                                   | Střely   | 22                         |  |

Do semifinále konference postoupil tým Chicago Blackhawks, když zvítězil 4:1 na zápasy.

##### Anaheim Ducks(2.) -Detroit Red Wings(7.)
| 30. dubna 2013 19:30 (UTC-7) | Anaheim Ducks | 3:1 (1:1, 0:0, 2:0) | Detroit Red Wings | Honda Center, Anaheim Návštěvnost: 17200 |  |

| Report                                                             |                                                                    |          |                      |  |
| Jonas Hiller                                                       | Jonas Hiller                                                       | Brankáři | Jimmy Howard         |  |
| Nick Bonino 10:24' Teemu Selänne 41:29' Francois Beauchemin 59:37' | Nick Bonino 10:24' Teemu Selänne 41:29' Francois Beauchemin 59:37' |          | Daniel Cleary 16:05' |  |
| 27                                                                 | 27                                                                 | Střely   | 22                   |  |

| 2. května 2013 19:00 (UTC-7) | Anaheim Ducks | 4:5pp (0:2, 1:1, 3:1, 0:1) | Detroit Red Wings | Honda Center, Anaheim Návštěvnost: 17182 |  |

| Report                                                                       |                                                                              |          | |  |
| Jonas Hiller                                                                 | Jonas Hiller                                                                 | Brankáři | Jimmy Howard                                                                                                   |  |
| Saku Koivu 30:53' Ryan Getzlaf 47:50' Kyle Palmieri 52:31' Bobby Ryan 57:38' | Saku Koivu 30:53' Ryan Getzlaf 47:50' Kyle Palmieri 52:31' Bobby Ryan 57:38' |          | Justin Abdelkader 00:48' Damien Brunner 04:20' Johan Franzén 21:04' Johan Franzén 40:20' Gustav Nyquist 61:21' |  |
| 32                                                                           | 32                                                                           | Střely   | 32 |  |

| 4. května 2013 19:30 (UTC-4) | Detroit Red Wings | 0:4 (0:0, 0:1, 0:3) | Anaheim Ducks | Joe Louis Arena, Detroit Návštěvnost: 20066 |  |

| Report                                                                          |              |          |              |  |
| Jimmy Howard                                                                    | Jimmy Howard | Brankáři | Jonas Hiller |  |
| Nick Bonino 35:29' Ryan Getzlaf 46:33' Emerson Etem 48:04' Matt Beleskey 53:34' |              |          |              |  |
| 23                                                                              | 23           | Střely   | 29           |  |

| 6. května 2013 20:00 (UTC-4) | Detroit Red Wings | 3:2pp (0:1, 0:0, 2:1, 1:0) | Anaheim Ducks | Joe Louis Arena, Detroit Návštěvnost: 20066 |  |

| Report                                                         |                                                                |          |                                           |  |
| Jimmy Howard                                                   | Jimmy Howard                                                   | Brankáři | Jonas Hiller                              |  |
| Brendan Smith 41:18' Pavel Dacjuk 53:27' Damien Brunner 75:10' | Brendan Smith 41:18' Pavel Dacjuk 53:27' Damien Brunner 75:10' |          | Matt Beleskey 05:07' David Steckel 50:40' |  |
| 49                                                             | 49                                                             | Střely   | 33                                        |  |

| 8. května 2013 19:00 (UTC-7) | Anaheim Ducks | 3:2pp (1:1, 1:1, 0:0, 1:0) | Detroit Red Wings | Honda Center, Anaheim Návštěvnost: 17395 |  |

| Report                                                      |                                                             |          |                                               |  |
| Jonas Hiller                                                | Jonas Hiller                                                | Brankáři | Jimmy Howard                                  |  |
| Kyle Palmieri 17:41' Ryan Getzlaf 39:28' Nick Bonino 61:54' | Kyle Palmieri 17:41' Ryan Getzlaf 39:28' Nick Bonino 61:54' |          | Johan Franzén 05:28' Mikael Samuelsson 30:08' |  |
| 34                                                          | 34                                                          | Střely   | 31                                            |  |

| 10. května 2013 20:00 (UTC-4) | Detroit Red Wings | 4:3pp (1:0, 0:1, 2:2, 1:0) | Anaheim Ducks | Joe Louis Arena, Detroit Návštěvnost: 20066 |  |

| Report                                                                                     |                                                                                            |          |                                                            |  |
| Jimmy Howard                                                                               | Jimmy Howard                                                                               | Brankáři | Jonas Hiller                                               |  |
| Pavel Dacjuk 18:48' Henrik Zetterberg 46:19' Daniel Cleary 51:30' Henrik Zetterberg 61:04' | Pavel Dacjuk 18:48' Henrik Zetterberg 46:19' Daniel Cleary 51:30' Henrik Zetterberg 61:04' |          | Kyle Palmieri 31:31' Emerson Etem 56:32' Bobby Ryan 57:23' |  |
| 29                                                                                         | 29                                                                                         | Střely   | 37                                                         |  |

| 12. května 2013 19:00 (UTC-7) | Anaheim Ducks | 2:3 (1:2, 0:1, 1:0) | Detroit Red Wings | Honda Center, Anaheim Návštěvnost: 17412 |  |

| Report                                         |                                                |          |                                                                            |  |
| Jonas Hiller                                   | Jonas Hiller                                   | Brankáři | Jimmy Howard                                                               |  |
| Emerson Etem 13:48' Francois Beauchemin 56:43' | Emerson Etem 13:48' Francois Beauchemin 56:43' |          | Henrik Zetterberg 01:49' Justin Abdelkader 16:37' Valtteri Filppula 33:45' |  |
| 33                                             | 33                                             | Střely   | 32                                                                         |  |

Do semifinále konference postoupil tým Detroit Red Wings, když zvítězil 3:4 na zápasy.

##### Vancouver Canucks(3.) -San Jose Sharks(6.)
| 1. května 2013 19:30 (UTC-7) | Vancouver Canucks | 1:3 (0:0, 1:1, 0:2) | San Jose Sharks | Rogers Arena, Vancouver Návštěvnost: 18910 |  |

| Report              |                     |          |                                                              |  |
| Roberto Luongo      | Roberto Luongo      | Brankáři | Antti Niemi                                                  |  |
| Kevin Bieksa 32:26' | Kevin Bieksa 32:26' |          | Logan Couture 36:35' Dan Boyle 49:17' Patrick Marleau 54:37' |  |
| 30                  | 30                  | Střely   | 28                                                           |  |

| 3. května 2013 19:00 (UTC-7) | Vancouver Canucks | 2:3pp (0:1, 0:0, 2:1, 0:1) | San Jose Sharks | Rogers Arena, Vancouver Návštěvnost: 18910 |  |

| Report                                |                                       |          |                                                                |  |
| Roberto Luongo                        | Roberto Luongo                        | Brankáři | Antti Niemi                                                    |  |
| Ryan Kesler 40:59' Ryan Kesler 47:06' | Ryan Kesler 40:59' Ryan Kesler 47:06' |          | Joe Thornton 13:22' Patrick Marleau 59:04' Raffi Torres 65:31' |  |
| 31                                    | 31                                    | Střely   | 33                                                             |  |

| 5. května 2013 19:00 (UTC-7) | San Jose Sharks | 5:2 (1:0, 1:1, 3:1) | Vancouver Canucks | HP Pavilion at San Jose, San José Návštěvnost: 17562 |  |

| Report                                                                                                   | |          |                                             |  |
| Antti Niemi                                                                                              | Antti Niemi                                                                                              | Brankáři | Cory Schneider Roberto Luongo               |  |
| Joe Pavelski 14:08' Joe Pavelski 27:20' Logan Couture 41:40' Patrick Marleau 41:49' Logan Couture 44:07' | Joe Pavelski 14:08' Joe Pavelski 27:20' Logan Couture 41:40' Patrick Marleau 41:49' Logan Couture 44:07' |          | Alexandre Burrows 31:07' Dan Hamhuis 53:12' |  |
| 38 | 38 | Střely   | 30                                          |  |

| 7. května 2013 19:00 (UTC-7) | San Jose Sharks | 4:3pp (2:1, 0:0, 1:2, 1:0) | Vancouver Canucks | HP Pavilion at San Jose, San José Návštěvnost: 17562 |  |

| Report                                                                            |                                                                                   |          |                                                                      |  |
| Antti Niemi                                                                       | Antti Niemi                                                                       | Brankáři | Cory Schneider                                                       |  |
| Brent Burns 02:41' Joe Pavelski 14:52' Joe Pavelski 55:33' Patrick Marleau 73:18' | Brent Burns 02:41' Joe Pavelski 14:52' Joe Pavelski 55:33' Patrick Marleau 73:18' |          | Mason Raymond 07:54' Alexandre Burrows 49:12' Alexander Edler 51:02' |  |
| 47                                                                                | 47                                                                                | Střely   | 35                                                                   |  |

Do semifinále konference postoupil tým San Jose Sharks, když zvítězil 0:4 na zápasy.

##### St. Louis Blues(4.) -Los Angeles Kings(5.)
| 30. dubna 2013 19:00 (UTC-5) | St. Louis Blues | 2:1pp (1:0, 0:0, 0:1, 1:0) | Los Angeles Kings | Scottrade Center, St. Louis Návštěvnost: 17612 |  |

| Report                                        |                                               |          |                        |  |
| Brian Elliott                                 | Brian Elliott                                 | Brankáři | Jonathan Quick         |  |
| Alexander Steen 09:05' Alexander Steen 73:26' | Alexander Steen 09:05' Alexander Steen 73:26' |          | Justin Williams 59:28' |  |
| 42                                            | 42                                            | Střely   | 29                     |  |

| 2. května 2013 20:30 (UTC-5) | St. Louis Blues | 2:1 (0:1, 0:0, 2:0) | Los Angeles Kings | Scottrade Center, St. Louis Návštěvnost: 18681 |  |

| Report                                       |                                              |          |                     |  |
| Brian Elliott                                | Brian Elliott                                | Brankáři | Jonathan Quick      |  |
| Patrik Berglund 43:44' Barret Jackman 59:09' | Patrik Berglund 43:44' Barret Jackman 59:09' |          | Dustin Brown 09:55' |  |
| 25                                           | 25                                           | Střely   | 29                  |  |

| 4. května 2013 19:00 (UTC-7) | Los Angeles Kings | 1:0 (0:0, 1:0, 0:0) | St. Louis Blues | Staples Center, Los Angeles Návštěvnost: 18118 |  |

| Report                  |                |          |               |  |
| Jonathan Quick          | Jonathan Quick | Brankáři | Brian Elliott |  |
| Vjačeslav Vojnov 24:56' |                |          |               |  |
| 21                      | 21             | Střely   | 30            |  |

| 6. května 2013 19:00 (UTC-7) | Los Angeles Kings | 4:3 (2:2, 0:1, 2:0) | St. Louis Blues | Staples Center, Los Angeles Návštěvnost: 18334 |  |

| Report                                                                             |                                                                                    |          |                                                           |  |
| Jonathan Quick                                                                     | Jonathan Quick                                                                     | Brankáři | Brian Elliott                                             |  |
| Jeff Carter 09:33' Dustin Penner 14:30' Anže Kopitar 47:14' Justin Williams 48:30' | Jeff Carter 09:33' Dustin Penner 14:30' Anže Kopitar 47:14' Justin Williams 48:30' |          | David Backes 01:12' T. J. Oshie 04:32' T. J. Oshie 25:46' |  |
| 29                                                                                 | 29                                                                                 | Střely   | 22                                                        |  |

| 8. května 2013 20:00 (UTC-5) | St. Louis Blues | 2:3pp (0:0, 1:1, 1:1, 0:1) | Los Angeles Kings | Scottrade Center, St. Louis Návštěvnost: 18269 |  |

| Report                                         |                                                |          |                                                               |  |
| Brian Elliott                                  | Brian Elliott                                  | Brankáři | Jonathan Quick                                                |  |
| Alexander Steen 26:46' Alex Pietrangelo 59:15' | Alexander Steen 26:46' Alex Pietrangelo 59:15' |          | Jeff Carter 20:14' Jeff Carter 40:54' Vjačeslav Vojnov 68:00' |  |
| 36                                             | 36                                             | Střely   | 25                                                            |  |

| 10. května 2013 19:00 (UTC-7) | Los Angeles Kings | 2:1 (1:0, 1:1, 0:0) | St. Louis Blues | Staples Center, Los Angeles Návštěvnost: 18346 |  |

| Report                                   |                                          |          |                     |  |
| Jonathan Quick                           | Jonathan Quick                           | Brankáři | Brian Elliott       |  |
| Drew Doughty 12:37' Dustin Penner 39:59' | Drew Doughty 12:37' Dustin Penner 39:59' |          | Chris Porter 24:39' |  |
| 16                                       | 16                                       | Střely   | 22                  |  |

Do semifinále konference postoupil tým Los Angeles Kings, když zvítězil 2:4 na zápasy.

#### Semifinále

##### Chicago Blackhawks(1.) -Detroit Red Wings(7.)
| 15. května 2013 19:00 (UTC-5) | Chicago Blackhawks | 4:1 (1:1, 0:0, 3:0) | Detroit Red Wings | United Center, Chicago Návštěvnost: 21494 |  |

| Report                                                                            |                                                                                   |          |                       |  |
| Corey Crawford                                                                    | Corey Crawford                                                                    | Brankáři | Jimmy Howard          |  |
| Marián Hossa 09:03' Johnny Oduya 48:02' Marcus Krüger 51:23' Patrick Sharp 59:11' | Marián Hossa 09:03' Johnny Oduya 48:02' Marcus Krüger 51:23' Patrick Sharp 59:11' |          | Damien Brunner 10:57' |  |
| 42                                                                                | 42                                                                                | Střely   | 21                    |  |

| 18. května 2013 12:00 (UTC-5) | Chicago Blackhawks | 1:4 (1:0, 0:2, 0:2) | Detroit Red Wings | United Center, Chicago Návštěvnost: 21822 |  |

| Report              |                     |          |                                                                                          |  |
| Corey Crawford      | Corey Crawford      | Brankáři | Jimmy Howard                                                                             |  |
| Patrick Kane 14:05' | Patrick Kane 14:05' |          | Damien Brunner 22:40' Brendan Smith 36:08' Johan Franzén 47:19' Valtteri Filppula 52:03' |  |
| 20                  | 20                  | Střely   | 30                                                                                       |  |

| 20. května 2013 19:30 (UTC-4) | Detroit Red Wings | 3:1 (0:0, 2:0, 1:1) | Chicago Blackhawks | Joe Louis Arena, Detroit Návštěvnost: 20066 |  |

| Report                                                       |                                                              |          |                     |  |
| Jimmy Howard                                                 | Jimmy Howard                                                 | Brankáři | Corey Crawford      |  |
| Gustav Nyquist 27:49' Drew Miller 28:20' Pavel Dacjuk 46:46' | Gustav Nyquist 27:49' Drew Miller 28:20' Pavel Dacjuk 46:46' |          | Patrick Kane 44:35' |  |
| 30                                                           | 30                                                           | Střely   | 40                  |  |

| 23. května 2013 20:00 (UTC-4) | Detroit Red Wings | 2:0 (0:0, 1:0, 1:0) | Chicago Blackhawks | Joe Louis Arena, Detroit Návštěvnost: 20066 |  |

| Report                                  |              |          |                |  |
| Jimmy Howard                            | Jimmy Howard | Brankáři | Corey Crawford |  |
| Jakub Kindl 30:03' Daniel Cleary 59:21' |              |          |                |  |
| 27                                      | 27           | Střely   | 28             |  |

| 25. května 2013 19:00 (UTC-5) | Chicago Blackhawks | 4:1 (1:0, 2:1, 1:0) | Detroit Red Wings | United Center, Chicago Návštěvnost: 22014 |  |

| Report                                                                           |                                                                                  |          |                      |  |
| Corey Crawford                                                                   | Corey Crawford                                                                   | Brankáři | Jimmy Howard         |  |
| Bryan Bickell 14:08' Andrew Shaw 33:08' Jonathan Toews 35:47' Andrew Shaw 46:58' | Bryan Bickell 14:08' Andrew Shaw 33:08' Jonathan Toews 35:47' Andrew Shaw 46:58' |          | Daniel Cleary 29:37' |  |
| 45                                                                               | 45                                                                               | Střely   | 26                   |  |

| 27. května 2013 20:00 (UTC-4) | Detroit Red Wings | 3:4 (1:1, 1:0, 1:3) | Chicago Blackhawks | Joe Louis Arena, Detroit Návštěvnost: 20066 |  |

| Report                                                             |                                                                    |          |                                                                                      |  |
| Jimmy Howard                                                       | Jimmy Howard                                                       | Brankáři | Corey Crawford                                                                       |  |
| Patrick Eaves 18:51' Joakim Andersson 30:11' Damien Brunner 59:08' | Patrick Eaves 18:51' Joakim Andersson 30:11' Damien Brunner 59:08' |          | Marián Hossa 03:53' Michal Handzuš 40:51' Bryan Bickell 45:48' Michael Frolík 49:43' |  |
| 38                                                                 | 38                                                                 | Střely   | 28                                                                                   |  |

| 29. května 2013 19:00 (UTC-5) | Chicago Blackhawks | 2:1pp (0:0, 1:0, 0:1, 1:0) | Detroit Red Wings | United Center, Chicago Návštěvnost: 22103 |  |

| Report                                     |                                            |          |                          |  |
| Corey Crawford                             | Corey Crawford                             | Brankáři | Jimmy Howard             |  |
| Patrick Sharp 21:08' Brent Seabrook 63:35' | Patrick Sharp 21:08' Brent Seabrook 63:35' |          | Henrik Zetterberg 40:26' |  |
| 35                                         | 35                                         | Střely   | 27                       |  |

Do finále konference postoupil tým Chicago Blackhawks, když zvítězil 4:3 na zápasy.

##### Los Angeles Kings(5.) -San Jose Sharks(6.)
| 14. května 2013 19:00 (UTC-7) | Los Angeles Kings | 2:0 (1:0, 1:0, 0:0) | San Jose Sharks | Staples Center, Los Angeles Návštěvnost: 18118 |  |

| Report                                       |                |          |             |  |
| Jonathan Quick                               | Jonathan Quick | Brankáři | Antti Niemi |  |
| Vjačeslav Vojnov 19:47' Mike Richards 32:30' |                |          |             |  |
| 20                                           | 20             | Střely   | 35          |  |

| 16. května 2013 19:00 (UTC-7) | Los Angeles Kings | 4:3 (1:0, 1:2, 2:1) | San Jose Sharks | Staples Center, Los Angeles Návštěvnost: 18527 |  |

| Report                                                                         |                                                                                |          |                                                                      |  |
| Jonathan Quick                                                                 | Jonathan Quick                                                                 | Brankáři | Antti Niemi                                                          |  |
| Jeff Carter 03:06' Drew Doughty 24:10' Dustin Brown 58:17' Trevor Lewis 58:39' | Jeff Carter 03:06' Drew Doughty 24:10' Dustin Brown 58:17' Trevor Lewis 58:39' |          | Patrick Marleau 29:47' Brad Stuart 34:21' Marc-Edouard Vlasic 38:56' |  |
| 31                                                                             | 31                                                                             | Střely   | 31                                                                   |  |

| 18. května 2013 18:00 (UTC-7) | San Jose Sharks | 2:1pp (1:1, 0:0, 0:0, 1:0) | Los Angeles Kings | HP Pavilion at San Jose, San José Návštěvnost: 17562 |  |

| Report                                |                                       |          |                      |  |
| Antti Niemi                           | Antti Niemi                           | Brankáři | Jonathan Quick       |  |
| Dan Boyle 01:34' Logan Couture 61:29' | Dan Boyle 01:34' Logan Couture 61:29' |          | Tyler Toffoli 10:08' |  |
| 40                                    | 40                                    | Střely   | 27                   |  |

| 21. května 2013 19:00 (UTC-7) | San Jose Sharks | 2:1 (1:0, 1:0, 0:1) | Los Angeles Kings | HP Pavilion at San Jose, San José Návštěvnost: 17562 |  |

| Report                                  |                                         |          |                      |  |
| Antti Niemi                             | Antti Niemi                             | Brankáři | Jonathan Quick       |  |
| Brent Burns 06:09' Logan Couture 23:55' | Brent Burns 06:09' Logan Couture 23:55' |          | Mike Richards 49:46' |  |
| 23                                      | 23                                      | Střely   | 23                   |  |

| 23. května 2013 19:30 (UTC-7) | Los Angeles Kings | 3:0 (0:0, 1:0, 2:0) | San Jose Sharks | Staples Center, Los Angeles Návštěvnost: 18584 |  |

| Report                                                         |                |          |             |  |
| Jonathan Quick                                                 | Jonathan Quick | Brankáři | Antti Niemi |  |
| Anže Kopitar 38:08' Vjačeslav Vojnov 40:53' Jeff Carter 59:28' |                |          |             |  |
| 29                                                             | 29             | Střely   | 24          |  |

| 26. května 2013 17:00 (UTC-7) | San Jose Sharks | 2:1 (1:0, 1:1, 0:0) | Los Angeles Kings | HP Pavilion at San Jose, San José Návštěvnost: 17562 |  |

| Report                                   |                                          |          |                     |  |
| Antti Niemi                              | Antti Niemi                              | Brankáři | Jonathan Quick      |  |
| Joe Thornton 06:09' T.J. Galiardi 24:10' | Joe Thornton 06:09' T.J. Galiardi 24:10' |          | 33:53' Dustin Brown |  |
| 26                                       | 26                                       | Střely   | 25                  |  |

| 28. května 2013 18:00 (UTC-7) | Los Angeles Kings | 2:1 (0:0, 2:0, 0:1) | San Jose Sharks | Staples Center, Los Angeles Návštěvnost: 18593 |  |

| Report                                        |                                               |          |                  |  |
| Jonathan Quick                                | Jonathan Quick                                | Brankáři | Antti Niemi      |  |
| Justin Williams 24:11' Justin Williams 27:08' | Justin Williams 24:11' Justin Williams 27:08' |          | Dan Boyle 45:26' |  |
| 18                                            | 18                                            | Střely   | 26               |  |

Do finále konference postoupil tým Los Angeles Kings, když zvítězil 4:3 na zápasy.

#### Finále

##### Chicago Blackhawks(1.) -Los Angeles Kings(5.)
| 1. června 2013 17:00 (UTC-5) | Chicago Blackhawks | 2:1 (0:1, 2:0, 0:0) | Los Angeles Kings | United Center, Chicago Návštěvnost: 21535 |  |

| Report                                   |                                          |          |                        |  |
| Corey Crawford                           | Corey Crawford                           | Brankáři | Jonathan Quick         |  |
| Patrick Sharp 32:29' Marián Hossa 36:22' | Patrick Sharp 32:29' Marián Hossa 36:22' |          | Justin Williams 14:23' |  |
| 36                                       | 36                                       | Střely   | 22                     |  |

| 2. června 2013 20:00 (UTC-5) | Chicago Blackhawks | 4:2 (2:0, 2:1, 0:1) | Los Angeles Kings | United Center, Chicago Návštěvnost: 21824 |  |

| Report                                                                              |                                                                                     |          |                                         |  |
| Corey Crawford                                                                      | Corey Crawford                                                                      | Brankáři | Jonathan Quick                          |  |
| Andrew Shaw 01:56' Brent Seabrook 19:09' Bryan Bickell 27:11' Michal Handzuš 29:20' | Andrew Shaw 01:56' Brent Seabrook 19:09' Bryan Bickell 27:11' Michal Handzuš 29:20' |          | Jeff Carter 38:57' Tyler Toffoli 58:58' |  |
| 26                                                                                  | 26                                                                                  | Střely   | 31                                      |  |

| 4. června 2013 21:00 (UTC-7) | Los Angeles Kings | 3:1 (1:0, 1:1, 1:0) | Chicago Blackhawks | Staples Center, Los Angeles Návštěvnost: 18477 |  |

| Report                                                            |                                                                   |          |                      |  |
| Jonathan Quick                                                    | Jonathan Quick                                                    | Brankáři | Corey Crawford       |  |
| Justin Williams 03:21' Vjačeslav Vojnov 26:37' Dwight King 59:32' | Justin Williams 03:21' Vjačeslav Vojnov 26:37' Dwight King 59:32' |          | Bryan Bickell 39:26' |  |
| 28                                                                | 28                                                                | Střely   | 20                   |  |

| 6. června 2013 21:00 (UTC-7) | Los Angeles Kings | 2:3 (1:1, 1:1, 0:1) | Chicago Blackhawks | Staples Center, Los Angeles Návštěvnost: 18621 |  |

| Report                                       |                                              |          |                                                              |  |
| Jonathan Quick                               | Jonathan Quick                               | Brankáři | Corey Crawford                                               |  |
| Vjačeslav Vojnov 03:28' Dustin Penner 22:12' | Vjačeslav Vojnov 03:28' Dustin Penner 22:12' |          | Bryan Bickell 13:16' Patrick Kane 38:21' Marián Hossa 41:10' |  |
| 21                                           | 21                                           | Střely   | 28                                                           |  |

| 8. června 2013 20:00 (UTC-5) | Chicago Blackhawks | 4:3pp (2:0, 0:1, 1:2, 0:0, 1:0) | Los Angeles Kings | United Center, Chicago Návštěvnost: 22237 |  |

| Report                                                                          |                                                                                 |          |                                                             |  |
| Corey Crawford                                                                  | Corey Crawford                                                                  | Brankáři | Jonathan Quick                                              |  |
| Duncan Keith 03:42' Patrick Kane 05:59' Patrick Kane 56:08' Patrick Kane 41:10' | Duncan Keith 03:42' Patrick Kane 05:59' Patrick Kane 56:08' Patrick Kane 41:10' |          | Dwight King 29:28' Anže Kopitar 43:34' Mike Richards 91:40' |  |
| 35                                                                              | 35                                                                              | Střely   | 36                                                          |  |

Do finále o Stanley Cup postoupil tým Chicago Blackhawks, když zvítězil 4:1 na zápasy.

### Finále Stanley Cupu

#### Chicago Blackhawks(1.) -Boston Bruins(4.)
| 12. června 2013 20:00 (UTC-5) | Chicago Blackhawks | 4:3pp (0:1, 1:1, 2:1, 0:0, 0:0, 1:0) | Boston Bruins | United Center, Chicago Návštěvnost: 22110 |  |

| Report                                                                          |                                                                                 |          |                                                               |  |
| Corey Crawford                                                                  | Corey Crawford                                                                  | Brankáři | Tuukka Rask                                                   |  |
| Brandon Saad 23:08' Dave Bolland 48:00' Johnny Oduya 52:14' Andrew Shaw 112:08' | Brandon Saad 23:08' Dave Bolland 48:00' Johnny Oduya 52:14' Andrew Shaw 112:08' |          | Milan Lucic 13:11' Milan Lucic 20:51' Patrice Bergeron 26:09' |  |
| 63                                                                              | 63                                                                              | Střely   | 54                                                            |  |

| 15. června 2013 20:00 (UTC-5) | Chicago Blackhawks | 1:2pp (1:0, 0:1, 0:0, 0:1) | Boston Bruins | United Center, Chicago Návštěvnost: 22154 |  |

| Report               |                      |          |                                         |  |
| Corey Crawford       | Corey Crawford       | Brankáři | Tuukka Rask                             |  |
| Patrick Sharp 11:22' | Patrick Sharp 11:22' |          | Chris Kelly 34:58' Daniel Paille 73:48' |  |
| 34                   | 34                   | Střely   | 28                                      |  |

| 17. června 2013 20:00 (UTC-4) | Boston Bruins | 2:0 (0:0, 2:0, 0:0) | Chicago Blackhawks | TD Garden, Boston Návštěvnost: 17565 |  |

| Report                                       |             |          |                |  |
| Tuukka Rask                                  | Tuukka Rask | Brankáři | Corey Crawford |  |
| Daniel Paille 22:13' Patrice Bergeron 34:05' |             |          |                |  |
| 35                                           | 35          | Střely   | 28             |  |

| 19. června 2013 20:00 (UTC-4) | Boston Bruins | 5:6pp (1:1, 2:3, 2:1, 0:1) | Chicago Blackhawks | TD Garden, Boston Návštěvnost: 17565 |  |

| Report | |          | |  |
| Tuukka Rask                                                                                                   | Tuukka Rask                                                                                                   | Brankáři | Corey Crawford |  |
| Rich Peverley 14:43' Milan Lucic 34:43' Patrice Bergeron 37:22' Patrice Bergeron 42:05' Johnny Boychuk 52:14' | Rich Peverley 14:43' Milan Lucic 34:43' Patrice Bergeron 37:22' Patrice Bergeron 42:05' Johnny Boychuk 52:14' |          | Michal Handzuš 06:48' Jonathan Toews 26:33' Patrick Kane 28:41' Marcus Krüger 35:32' Patrick Sharp 51:19' Brent Seabrook 69:51' |  |
| 33 | 33 | Střely   | 47 |  |

| 22. června 2013 20:00 (UTC-5) | Chicago Blackhawks | 3:1 (1:0, 1:0, 1:1) | Boston Bruins | United Center, Chicago Návštěvnost: 22274 |  |

| Report                                                      |                                                             |          |                    |  |
| Corey Crawford                                              | Corey Crawford                                              | Brankáři | Tuukka Rask        |  |
| Patrick Kane 17:27' Patrick Kane 25:13' Dave Bolland 59:46' | Patrick Kane 17:27' Patrick Kane 25:13' Dave Bolland 59:46' |          | Zdeno Chára 43:40' |  |
| 32                                                          | 32                                                          | Střely   | 25                 |  |

| 24. června 2013 20:00 (UTC-4) | Boston Bruins | 2:3 (1:0, 0:1, 1:2) | Chicago Blackhawks | TD Garden, Boston Návštěvnost: 17565 |  |

| Report                                |                                       |          |                                                                |  |
| Tuukka Rask                           | Tuukka Rask                           | Brankáři | Corey Crawford                                                 |  |
| Chris Kelly 07:19' Milan Lucic 52:11' | Chris Kelly 07:19' Milan Lucic 52:11' |          | Jonathan Toews 24:24' Bryan Bickell 58:44' Dave Bolland 59:01' |  |
| 25                                    | 25                                    | Střely   | 31                                                             |  |

Stanley Cup získalo Chicago Blackhawks, když zvítězilo 4:2 na zápasy.

## Produktivita Play off

### Kanadské bodování
| Hráč             | Tým                 | Z  | G  | A  | B  | +/– | TM | POZ |
| ---------------- | ------------------- | -- | -- | -- | -- | --- | -- | --- |
| David Krejčí     | Boston Bruins       | 22 | 9  | 17 | 26 | +13 | 14 | C   |
| Patrick Kane     | Chicago Blackhawks  | 23 | 9  | 10 | 19 | +7  | 8  | PK  |
| Milan Lucic      | Boston Bruins       | 22 | 7  | 12 | 19 | +12 | 14 | LK  |
| Nathan Horton    | Boston Bruins       | 22 | 7  | 12 | 19 | +20 | 14 | PK  |
| Bryan Bickell    | Chicago Blackhawks  | 23 | 9  | 8  | 17 | +11 | 14 | LK  |
| Patrick Sharp    | Chicago Blackhawks  | 23 | 10 | 6  | 16 | +1  | 8  | LK  |
| Marián Hossa     | Chicago Blackhawks  | 22 | 7  | 9  | 16 | +8  | 2  | PK  |
| Jevgenij Malkin  | Pittsburgh Penguins | 15 | 4  | 12 | 16 | -2  | 26 | C   |
| Kris Letang      | Pittsburgh Penguins | 15 | 3  | 13 | 16 | +2  | 8  | O   |
| Patrice Bergeron | Boston Bruins       | 22 | 9  | 6  | 15 | +2  | 13 | C   |

Z = Odehrané zápasy; G = Vstřelené góly; A = Asistence; B = Body; TM = Trestné minuty; POZ = Pozice

### Nejlepší brankáři (procentuálně)
| Hráč             | Tým                 | Z  | Č (min) | OG | ČK | PÚ     | POG  |
| ---------------- | ------------------- | -- | ------- | -- | -- | ------ | ---- |
| Tuukka Rask      | Boston Bruins       | 22 | 1465    | 46 | 3  | 93.96% | 1.88 |
| Jonathan Quick   | Los Angeles Kings   | 18 | 1099    | 34 | 3  | 93.44% | 1,86 |
| Henrik Lundqvist | New York Rangers    | 12 | 756     | 27 | 2  | 93.43% | 2,14 |
| Tomáš Vokoun     | Pittsburgh Penguins | 11 | 685     | 23 | 1  | 93.33% | 2,01 |
| Corey Crawford   | Chicago Blackhawks  | 23 | 1503    | 46 | 1  | 93.18% | 1.84 |
| Antti Niemi      | San Jose Sharks     | 11 | 673     | 21 | 0  | 92.95% | 1,87 |
| Jimmy Howard     | Detroit Red Wings   | 14 | 859     | 35 | 1  | 92.41% | 2,44 |
| James Reimer     | Toronto Maple Leafs | 7  | 438     | 21 | 0  | 92.28% | 2,88 |
| Braden Holtby    | Washington Capitals | 7  | 432     | 16 | 1  | 92.20% | 2,22 |
| Brian Elliott    | St. Louis Blues     | 6  | 378     | 12 | 0  | 91.95% | 1,90 |

Z = Odehrané zápasy; Č = Čas na ledě; OG = Obdržené goly; ČK = Čistá konta; PÚ = Procentuální úspěšnost; POG = Průměr obdržených gólů na zápas